# Michael Hubner
Michael Hubner (* 12. August 1969 in Recklinghausen) ist ein ehemaliger deutscher Fußballspieler und heutiger -trainer.

## Karriere

### Verein
Hubner spielte als Jugendspieler beim SC und FC Recklinghausen und ging 1983 zum VfL Bochum. Ab 1987 war er dort im Herrenbereich aktiv und kam bis Ende 1990 zu 32 Bundesligaspielen (zwei Tore) in der Bundesliga. Gleichzeitig spielte er auch in der Oberliga Westfalen für die Amateurmannschaft des VfL. Für die Rückrunde 1990/91 wurde er an Rot-Weiss Essen verliehen. Zur Spielzeit 1991/92 kehrte er zunächst zum VfL Bochum zurück und wurde dann vom FC 08 Homburg verpflichtet. Ab 1993 spielte er erneut beim VfL Bochum und stieg mit seinem Verein 1994 in die Bundesliga auf. 1995 wechselte Hubner zur SpVgg Erkenschwick in die Regionalliga West/Südwest. Es folgten die Stationen LR Ahlen und Rot-Weiss Essen in derselben Liga, ehe er 2000 seine höherklassige Karriere wegen Knieproblemen beenden musste.
Beim ESV Herne und BV Hiltrop war er anschließend als Spielertrainer aktiv. Heute (2011) ist er Jugendtrainer bei Westfalia Herne.

#### Statistik
| Liga          | Spiele (Tore) |
| ------------- | ------------- |
| Bundesliga    | 45 0(3)       |
| 2. Bundesliga | 93 (29)       |
| Regionalliga  | 61 (16)       |
| Wettbewerb    |               |
| DFB-Pokal     | 06 0(2)       |

### Nationalmannschaft
Hubner durchlief die Jugend-Nationalmannschaften von der U-15 bis zur U-21. Seine Bilanz bei der U-21 Nationalmannschaft weist 3 Spiele mit einem Torerfolg aus.